# Monte Limidario
Il Monte Limidario o Gridone (2.188 m s.l.m., comunemente chiamato Ghiridone nel Canton Ticino; Gridón o Gheridón in lombardo) è una montagna delle Alpi Ticinesi e del Verbano nelle Alpi Lepontine.

## Descrizione

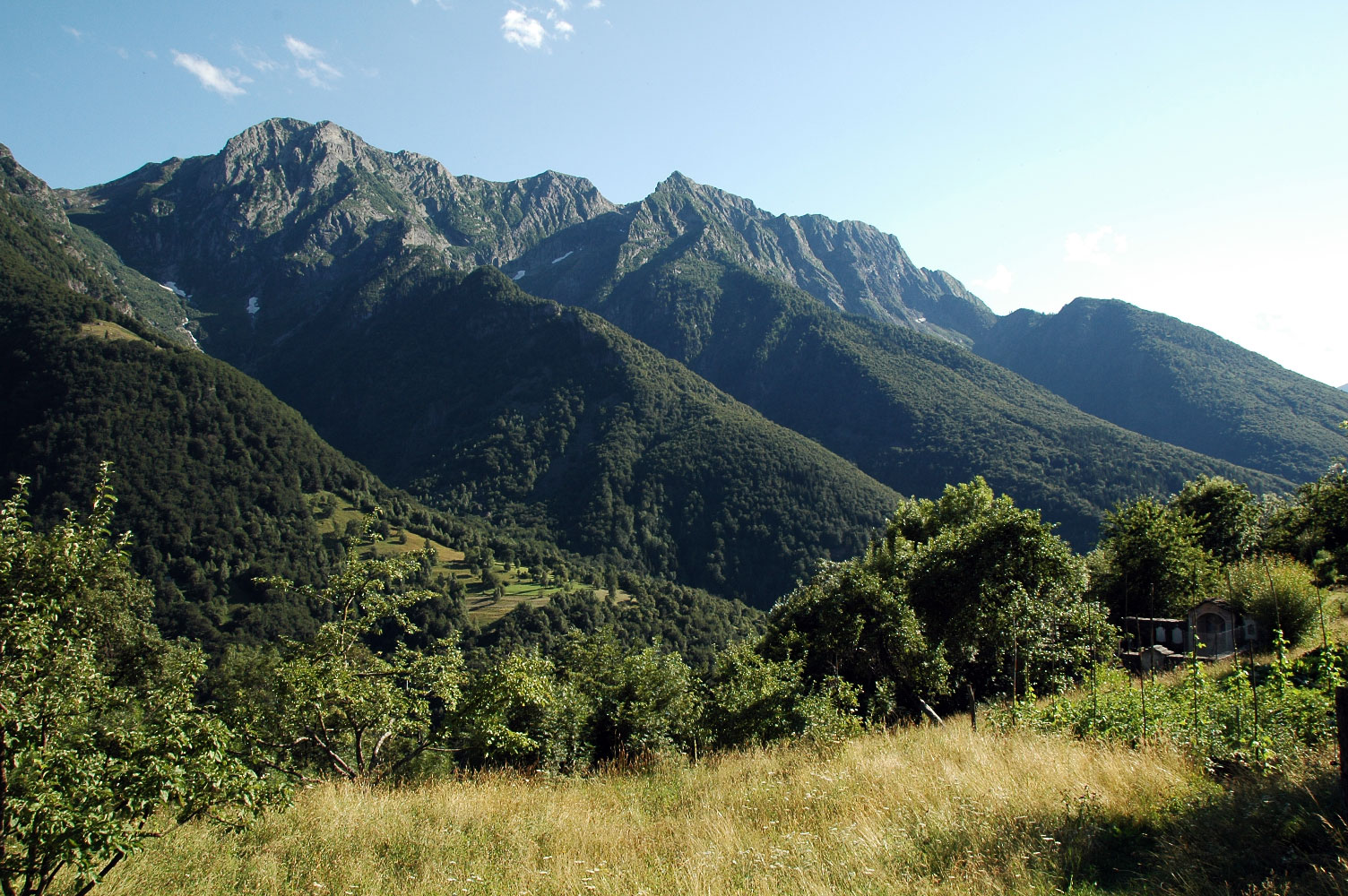
Veduta estiva del monte Gridone o Limidario.

Si trova lungo il confine tra l'Italia (provincia del Verbano-Cusio-Ossola) e la Svizzera (Canton Ticino). Dal versante svizzero il monte domina Centovalli; dal versante italiano si trova tra la Valle Cannobina e la Val Vigezzo.

## Ascensione
L'ascensione alla cima del Monte Gridone partendo dalla val Cannobina non ha particolari difficoltà tecniche per gli escursionisti esperti. Il sentiero quasi sempre facilmente identificabile sulla cresta sono presenti alcuni tratti attrezzati con catene.
Si percorre un viottolo che attraversa la località Spoccia, in val Cannobina, imboccando il sentiero. Al bivio si tiene la desta seguendo l'indicazione per l'alpe Spoccia a quota 1565 metri s.l.m. sino alla dorsale che conduce alla Catta Mergugna a quota 1561 m s.l.m.. Dalla Catta Mergugna si seguono le indicazioni per l'alpeggio denominato Alpe Quadra collocato a 1604 m s.l.m. Da lì si ascende affrontando un dislivello di circa 250 metri fino alla Testa Fontai (1879 m s.l.m.. Quindi si attraversa la costa al di sotto la cima del Madòn a quota 2136 m s.l.m.. Infine si percorre la cresta sino alle cima del Gridone, collocata a quota 2188 m s.l.m..